# Årets unga formgivare

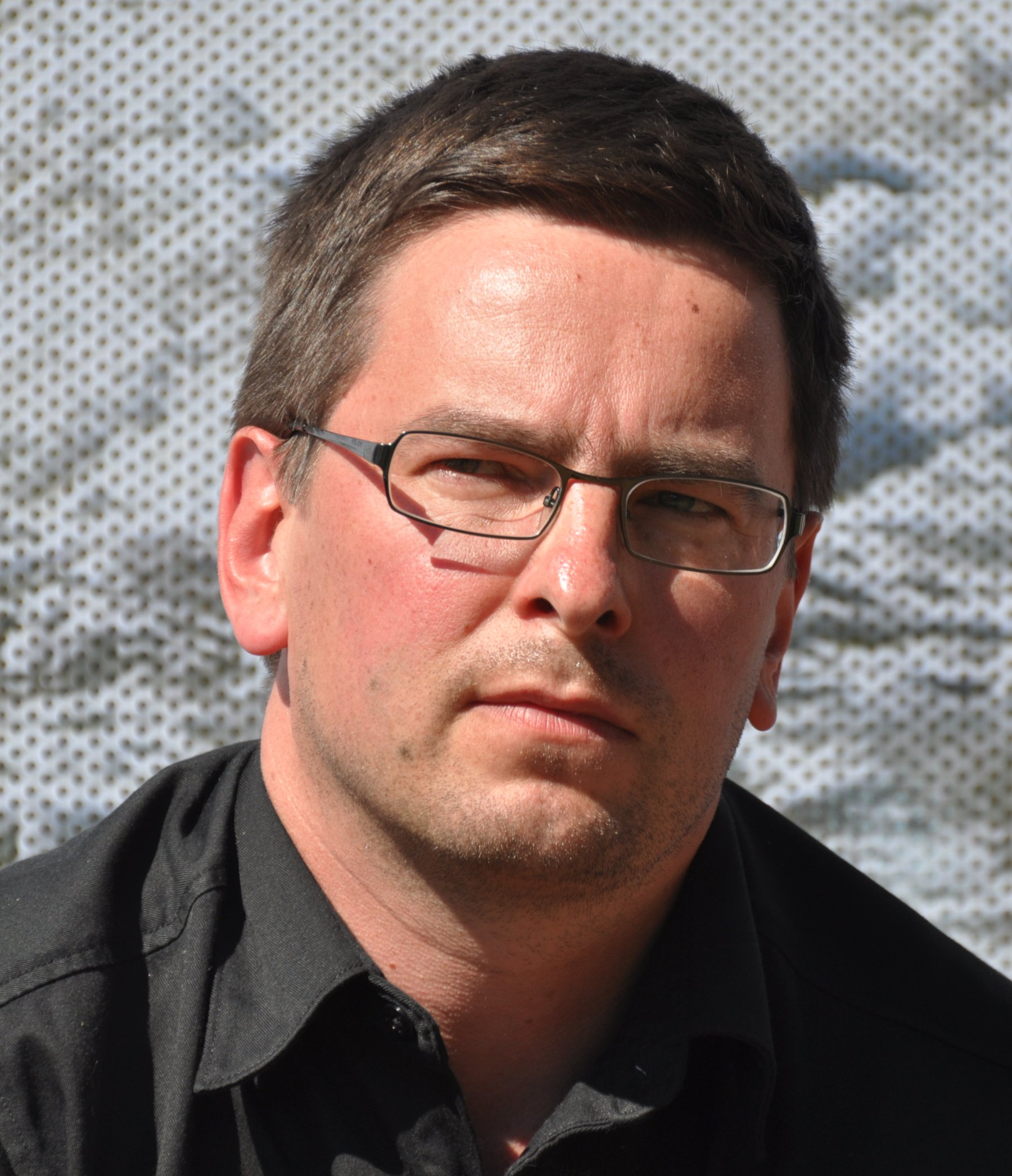
Harri Koskinen, pristagare 2000

Årets unga formgivare (finska: Vuoden nuori muotoilija) är ett finländskt pris i formgivning, som delas ut årligen sedan år 2000 av Design Forum Finland till en enskild formgivare eller till en grupp. Priset är på 5.000 euro.
Priset delas ut till formgivare inom konst, konsthantverk, industridesign, grafisk formgivning eller inredningsarkitektur. 

## Mottagare av priset
- 2000 Harri Koskinen och Ilkka Suppanen, formgivare
- 2001 Karola Sahi, inredningsarkitekt, och Eeva Lithovius, arkitekt
- 2002 Tuuli Autio, formgivare och snickare och Pyry Tamminen, formgivare och silversmed
- 2005 Antti Hinkula, grafisk formgivare och Teemu Suviala, grafisk formgivare
- 2006 Jukka Korpihete, industriformgivare och Mikko Paakkanen, möbelformgivare
- 2007 Julia Lundsten, skoformgivare och Janne Kyttänen, formgivare
- 2008 Nathalie Lahdenmäki och Naoto Niidome, formgivare
- 2009 Terhi Tuominen och Mikko Laakkonen, formgivare
- 2010 Formgivargruppen Imu ja Aivan![1]
- 2011 Laura Laine, illustratör, och Heikki Salonen, modeformgivare[2]
- 2012 Linda Bergroth, formgivare samt kollektivet OK Do (Anni Puolakka och Jenna Sutela)[3]
- 2013 Mari Isopahkala och Iina Vuorivirta, formgivare[4]
- 2014 Minna Parikka, skoformgivare[5]
- 2015 Pyry Taanila, formgivare[6]
- 2016 Laura Väinölä, grafisk formgivare[7]
- 2017 Reeta Ek, textilformgivare[8]